# 575 (numero)
Cinquecentosettantacinque (575) è il numero naturale dopo il 574 e prima del 576.

## Proprietà matematiche
- È un numero dispari.
- È un numero composto.
- È un numero difettivo.
- È un numero palindromo nel sistema numerico decimale, nel sistema di numerazione posizionale a base 13 (353) e in quello a base 24 (NN). In quest'ultima base è altresì un numero a cifra ripetuta.
- È un numero ondulante nel sistema numerico decimale e nel sistema di numerazione posizionale a base 13.
- È parte delle terne pitagoriche (48, 575, 577), (161, 552, 575), (345, 460, 575), (575, 1260, 1385), (575, 1380, 1495), (575, 6600, 6625), (575, 7176, 7199), (575, 33060, 33065), (575, 165312, 165313).
- È un numero congruente.

## Astronomia
- 575 Renate è un asteroide della fascia principale del sistema solare.
- NGC 575 è una galassia spirale della costellazione dei Pesci.

## Astronautica
- Cosmos 575 è un satellite artificiale russo.